# Église Sainte-Odile de Paris
Pour les articles homonymes, voir Sainte-Odile.
L'église Sainte-Odile est une église catholique située dans le 17e arrondissement de Paris, 2, avenue Stéphane-Mallarmé, près de la Porte de Champerret. Elle est desservie par la station de métro du même nom. Son curé  est actuellement Stéphane Biaggi.
L'église en totalité et la façade sur rue du presbytère sont inscrites au titre des monuments historiques depuis le 14 mai 2001,,.

## Chronologie
- 1934 : Jean Verdier et Edmond Loutil décident de la construction[3],[4] ;
- 24 mars 1935 : premier coup de pioche par Jean Verdier[3],[4] ;
- juillet 1937 : visite du cardinal Pacelli, qui deviendra plus tard Pie XII[3],[4] ;
- septembre 1939 : mise à l'abri des panneaux de verreries[3],[4] ;
- 17 novembre 1946 : l'église est bénie par le cardinal Suhard[3], en présence de Jean-Julien Weber, évêque de Strasbourg[3],[4] ;
- 19 avril 1953 : création de la paroisse Sainte-Odile. Construction du presbytère cette même année[3],[4] ;
- 18 novembre 1956 : dédicace de l’église et consécration des autels par Jean-Julien Weber[3],[4] ;
- 1985 : mise en place d’une nouvelle cuve baptismale[3],[4] ;
- 14 mai 2001 : inscription au titre des monuments historiques[3],[4].

## Origine

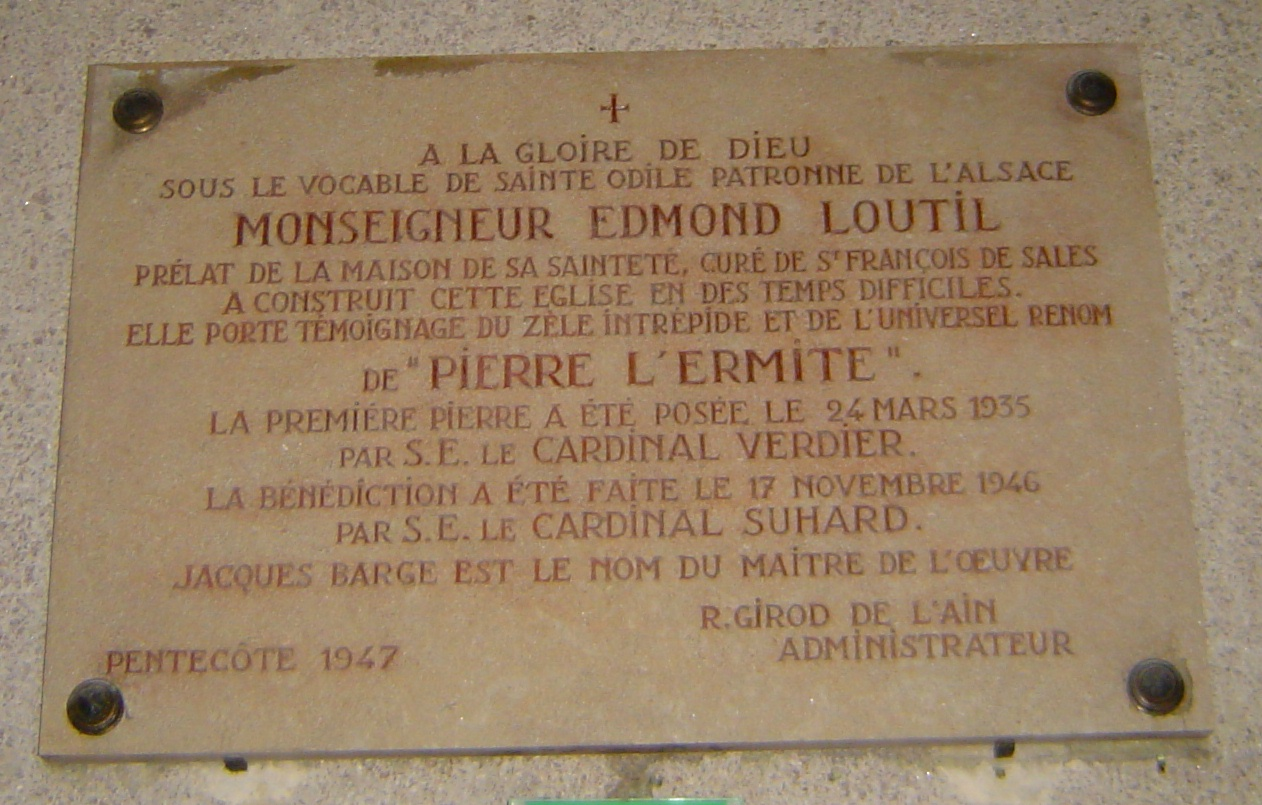
Plaque commémorative à l'entrée.

L'église Sainte-Odile est construite grâce à l'Œuvre des Chantiers du Cardinal de Jean Verdier, dont elle porte le no 108. Le |cardinal Verdier appelle ce chantier in partibus parce qu'il n'a financièrement rien coûté à son œuvre : les fonds ont été fournis par des paroissiens, dont notamment Edmond Loutil (1863 - 1958), alors curé de la paroisse Saint-François-de-Sales, journaliste, chroniqueur au journal La Croix et romancier connu sous le pseudonyme de Pierre l'Ermite.
La construction dure onze ans. Elle démarre le 24 mars 1935 et s'achève le 17 novembre 1946. Edmond Loutil dédie l'église à sainte Odile, sainte patronne de l'Alsace d'où sa mère est originaire.
L'église doit desservir les habitations à bon marché construites sur les anciennes fortifications, édifiées sur ordre de Thiers en 1841, achevées en 1846 et démantelées en 1919.

## Architecture extérieure

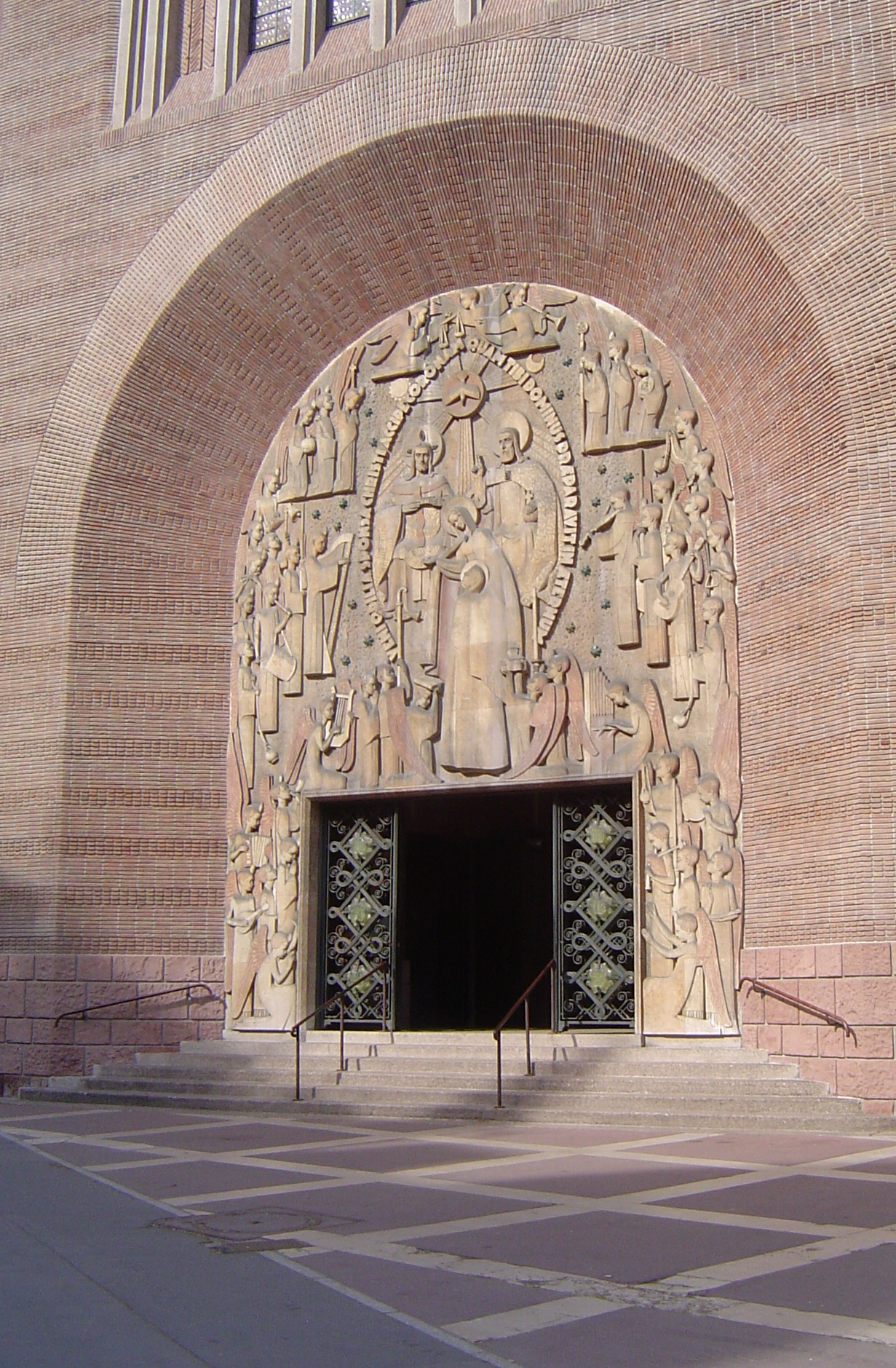
Portail et porche.

L'architecte Jacques Barge a choisi de s'inspirer des édifices byzantins.
La structure est réalisée en béton armé. Le soubassement est revêtu de briques en grès rose de Saverne, pierre de la cathédrale de Strasbourg.
L'édifice est couvert de trois coupoles surbaissées, représentant chacune une des personnes de la Trinité.
Il est dominé par un élégant clocher s'élevant à 72 mètres, ce qui en fait le plus haut de Paris,. Un coq en cuivre repoussé surmonté d'une croix, dû à Robert Barriot, coiffe le clocher.
L'église mesure 72 mètres de long ; ce nombre fait référence aux 72 disciples envoyés par Jésus-Christ,.

### Carillon
Le clocher décagonal abrite un carillon de vingt-trois cloches, et trois cloches de volées. Toutes les cloches ont été fondues juste avant la déclaration de guerre de 1939 par la maison Paccard. Pendant les quatre années de l'occupation allemande, elles ont été enterrées près de Chartres. C'est le seul carillon à poing manuel de Paris. Il s'entend régulièrement à l'occasion des fêtes religieuses et certains dimanches.

### Portail
Le portail est l'œuvre d'Anne-Marie Roux-Colas. Au milieu des neuf chœurs des anges, sainte Odile est introduite au ciel par la Vierge Marie. Celle-ci la présente à son Fils vêtu d'une chasuble qui rappelle son rôle de prêtre éternel, au Père qui bénit le monde de sa main et à l'Esprit Saint que symbolise une colombe. Au pied de la sainte, des anges portent un livre et une église. Le livre contient la règle de la communauté monastique ; l'église représente vraisemblablement la maquette de la première église construite sur le mont Sainte-Odile à l'époque de la sainte. Devant elle, un autre ange porte sa crosse de mère abbesse. Tout autour de la Trinité est écrit : « Veni Odilia Sponsa Christi accipe coronam quam tibi Dominus praeparavit in aeternum » (« Viens, Odile, épouse du Christ, reçois la couronne que le Seigneur t'a préparée dans l'éternité »),.

### Porche
Les grilles du porche sont ornées de cabochons en verre, taillés par Auguste Labouret, qui illustrent les litanies de la Vierge Marie,.

## Entre le porche et l'intérieur: le narthex
Dans le narthex, Robert Barriot, a sculpté à droite, en bas-relief, Saint Christophe portant le Christ.

## Décoration intérieure

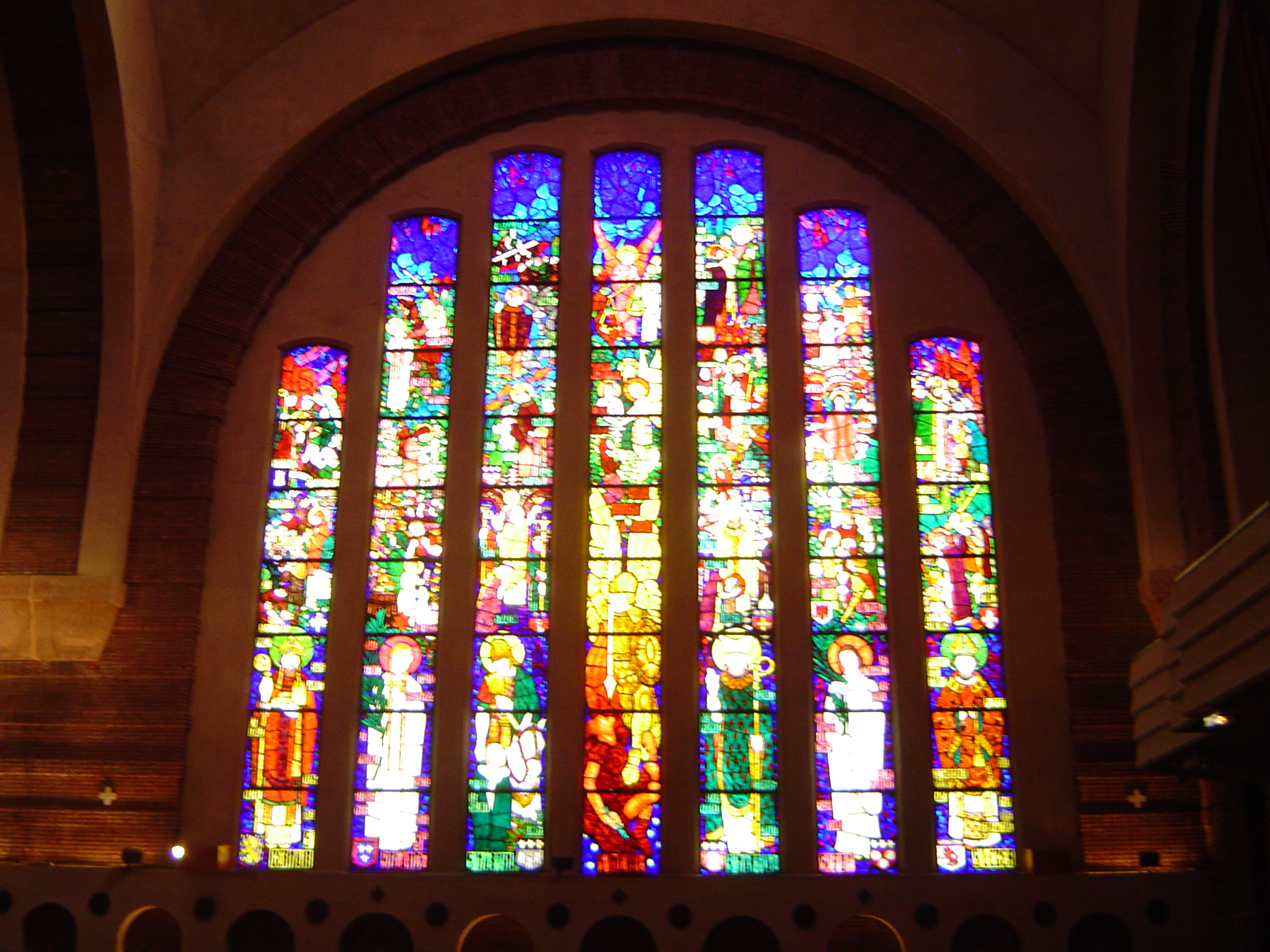
Verrière représentant sainte Odile.

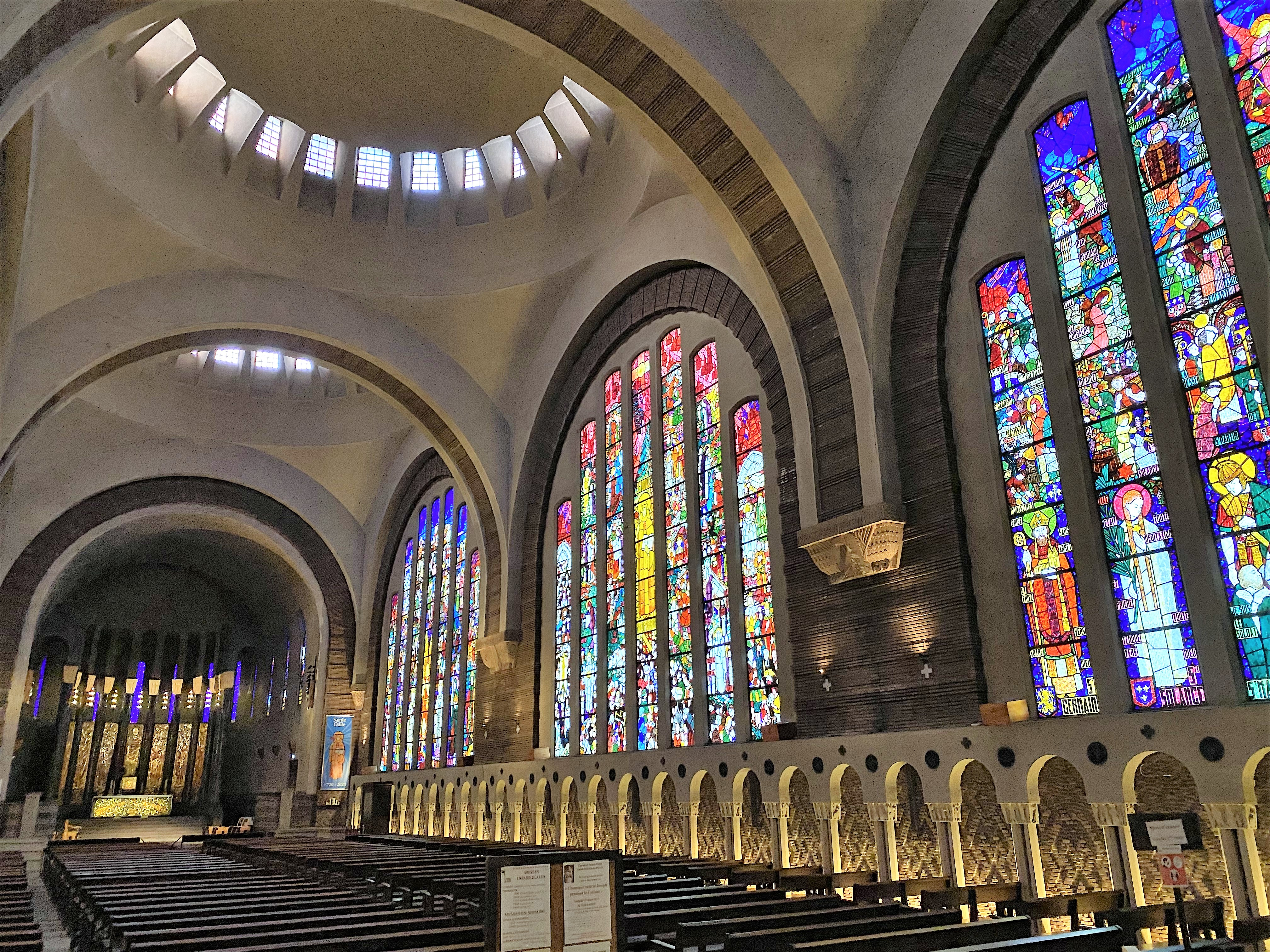
La nef avec l'ensemble des vitraux.

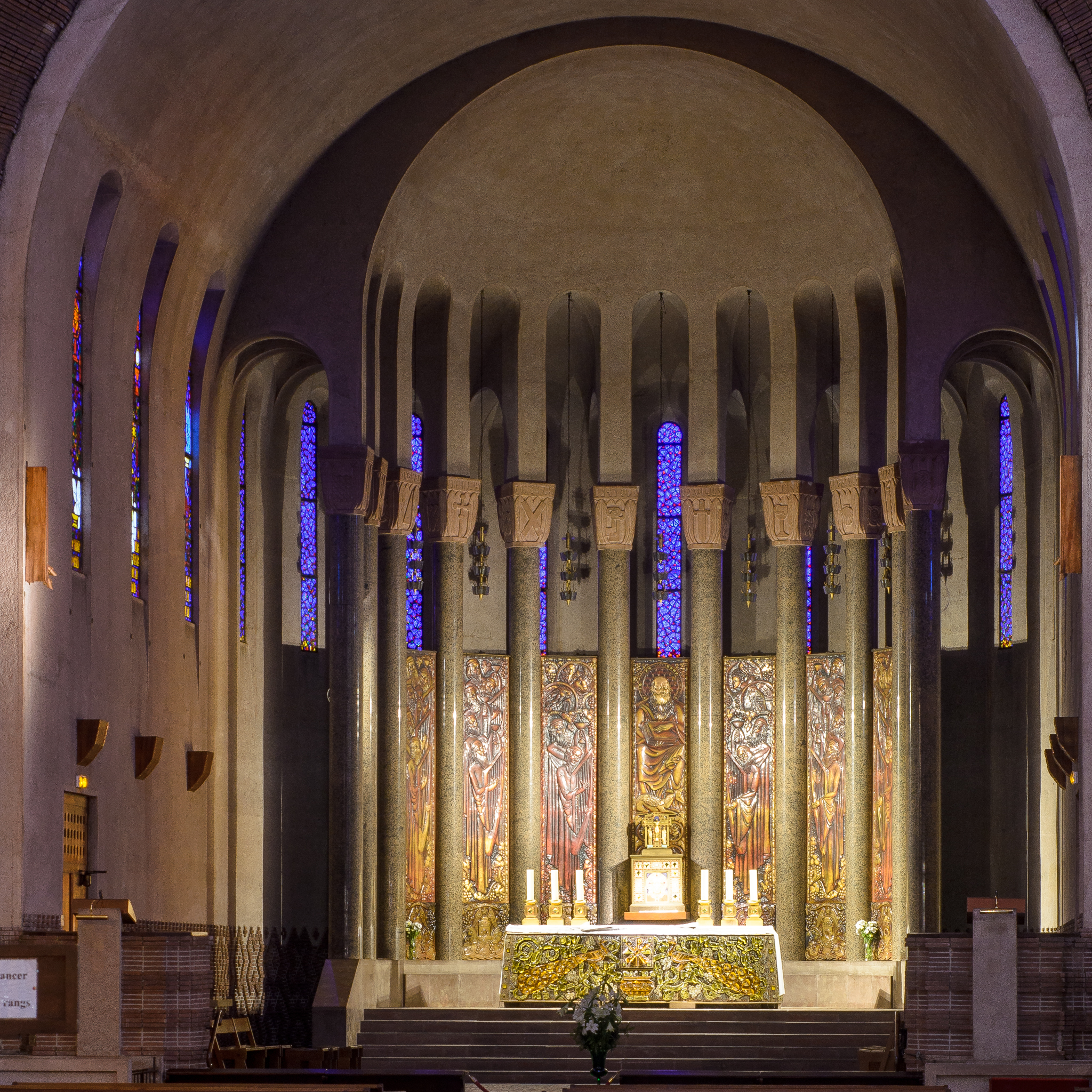
Le chœur.

Plusieurs artistes de renom ont participé à la décoration intérieure.
Anne-Marie Roux-Colas a sculpté le tympan, les quatre chapiteaux représentant chacun l'un des évangélistes et la Vierge Marie présentant l'Enfant Jésus.
François Décorchemont a réalisé trois verrières monumentales, d’une superficie totale d'environ 300 mètres carrés. La première représente l'archange Michel entouré, à sa droite de saint Léger, sainte Foy et saint Martial ; à sa gauche de saint Martin, sainte Solange et saint Germain. La seconde représente la vie de sainte Odile ; on y aperçoit également, en bas à droite, le cardinal Verdier et Edmond Loutil. La troisième représente l'archange Raphaël entouré, à sa droite de saint Eloi, sainte Geneviève et saint Pothin ; à  sa gauche de saint Denis, sainte Radegonde et saint Rémi.
Gérard Ambroselli a achevé les fonts baptismaux en 1985. Un cerf s'abreuve à leur base, en référence au psaume 42 (41).
Le retable est l'œuvre maîtresse de l'émailleur Robert Barriot. Il s'appuie sur 12 colonnes évoquant chacune l'un des douze apôtres. Entre ces colonnes sont représentés les 24 vieillards du livre de l'Apocalypse de saint Jean et, au-dessous, les 7 églises de l'Apocalypse. Au centre, le Père apparaît au-dessus de l'Agneau divin.
L'autel principal, en verre éclaté, mosaïques et émaux, est dû à Auguste Labouret. Il représente deux paons, symboles d'immortalité.
Le Christ en croix entouré de Marie et de saint Jean, ainsi que le tabernacle et les chandeliers, ont été conçus et réalisés par Charles Mellerio.

## Orgue
L'église possède un orgue datant de 1950, du facteur Rochesson-Beuchet-Debierre.

C'est un instrument de 25 jeux à deux claviers et pédalier (21 jeux réels), avec ransmissions électriques.

Composition
| Grand-Orgue 61 notes |
| Bourdon 16'          |
| Bourdon 8'           |
| Flûte harmonique 8'  |
| Montre 8'            |
| Prestant 4'          |
| Nasard 2' 2/3        |
| Octavin 2'           |
| Tierce 1' 3/5        |
| Fourniture IV        |
| Trompette 8'         |
| Clairon 4'           |

| Récit expressif 61 notes |
| Cor de nuit 8'           |
| Gambe 8'                 |
| Céleste 8'               |
| Flûte 4'                 |
| Plein-jeu IV             |
| Bombarde 16'             |
| Trompette 8'             |
| Basson-hautbois 8'       |
| Clairon 4'               |

| Pédale 32 notes |
| Soubasse 16'    |
| Basse 8'        |
| Flûte 16'       |
| Flûte 8'        |
| Flûte 4'        |

- Accessoires

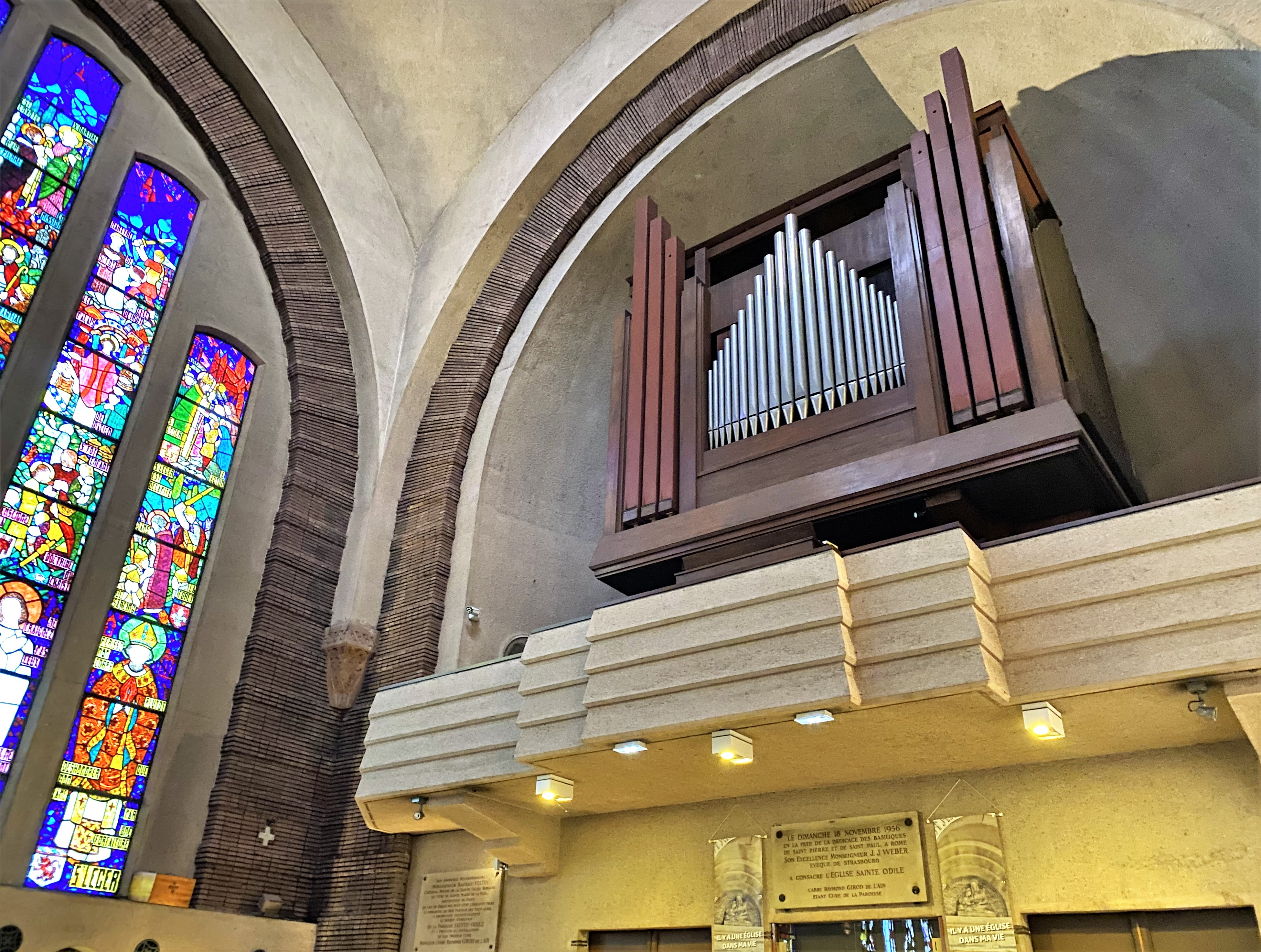

  - Accouplement Récit/Grand-Orgue en 16', 8' et 4'
  - Tirasses sur les deux claviers manuels
  - Tremblant sur le Récit
  - Une combinaison libre et siux cominaisons fixes.

## Consécration et culte
L'église a été bénie le 17 novembre 1946 par le cardinal Suhard et consacrée le 18 novembre 1956, l'érection de la paroisse ayant été promulguée le 19 avril 1953 par le cardinal Feltin.

Outre les messes habituelles en forme ordinaire du rite romain, la paroisse assure depuis 1988 le culte en forme tridentine du rite romain les dimanches et fêtes à 9 h 30 (messe chantée en grégorien et polyphonies),  à 17 h 45 (sauf pendant les vacances scolaires, messe lue avec orgue) et en semaine messe lue à 19 h 00.

Plaques commémoratives à l'entrée
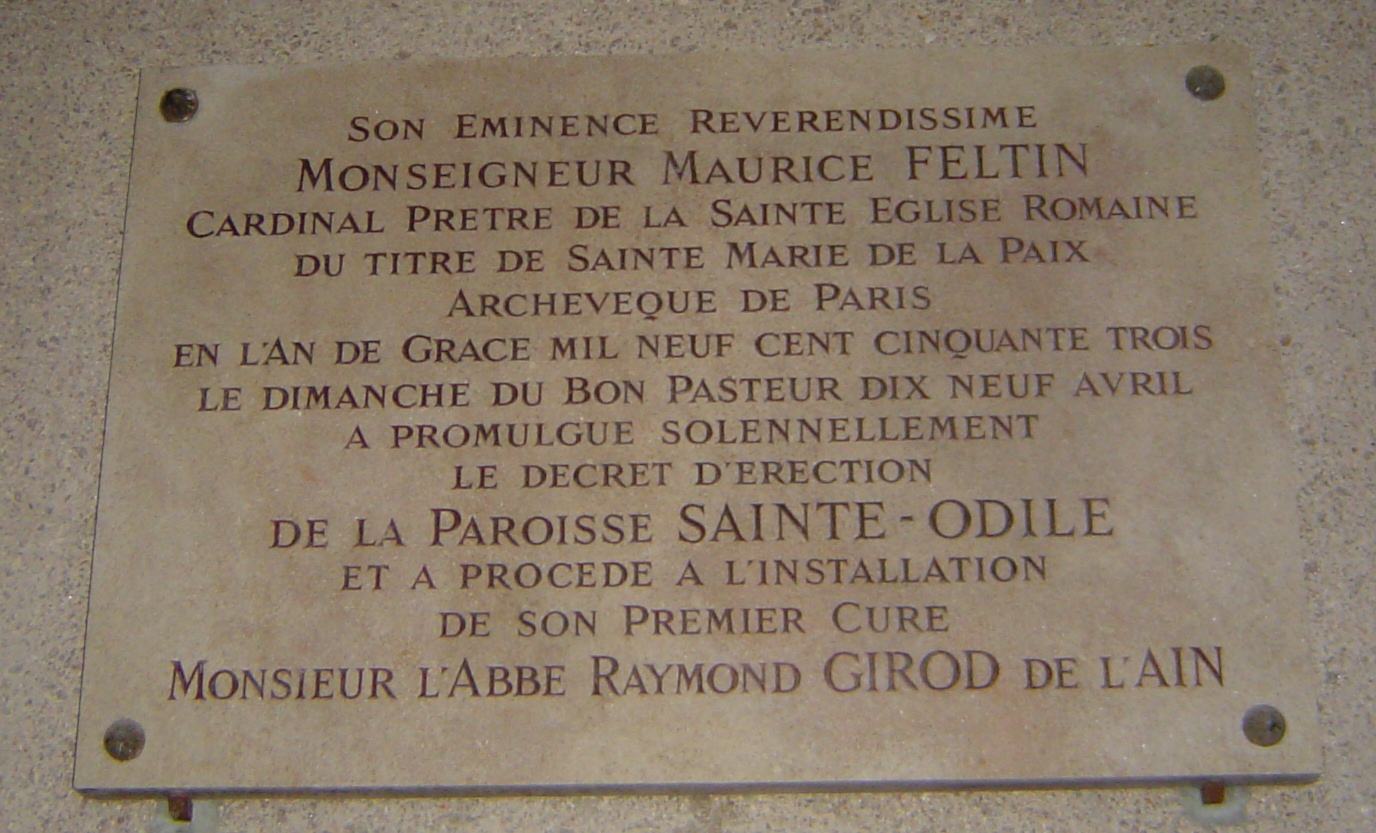
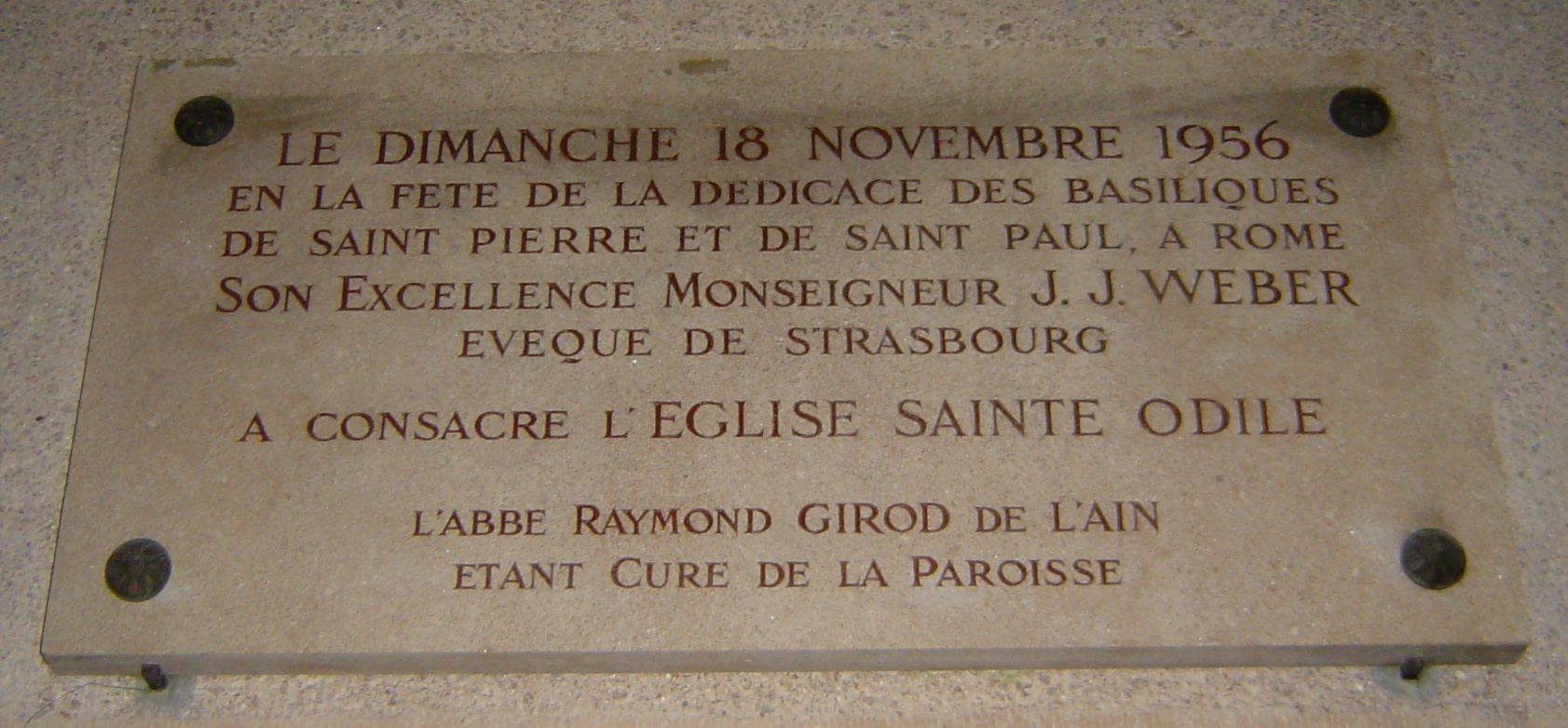

## Restauration
L'église a été restaurée en 2008.

## Fait divers
Le samedi 4 janvier 2014, un homme s'attaque à l'un des autels. Il le frappe, casse six candélabres et brise une statue de Sainte Thérèse de l'Enfant Jésus. Il ouvre également le baptistère et renverse l'eau qui sert aux baptêmes.

## Artistes ayant pris part à la construction de l'église[3]
| Nom                               | Qualité          | Réalisation |
| --------------------------------- | ---------------- | --- |
| Jacques Barge                     | Architecte       | Église et presbytère |
| Robert Barriot                    | Maître-verrier   | Retable, girouette, bas-relief de Saint-Christophe |
| M. Baudelot                       | Dalleur          | Dallages |
| M. Bodin                          | Verrier          | Verres imprimés |
| G. Crépin                         | Peintre          | Chapelle des fonts baptismaux (1953) |
| François Décorchemont             | Maître-verrier   | Vitraux de la nef et du chœur |
| Marcel Delange                    | Verrier          | Verrières à cives du cloître |
| Marthe Flandrin                   | Peintre          | Polychromie du portail sculpté |
| M. Jacob                          | Sculpteur        | Sainte-Odile en bois polychrome |
| Auguste Labouret                  | Peintre-verrier  | Parement du maître-autel, autels latéraux, luminaires du cœur, cabochons des grilles... |
| M. Legrand-Tardif                 | Doreur           | Portail |
| Gabriel Loire                     | Ensembleur       | Divers |
| C. Martin                         | Facteur dorgues  | Orgues électriques |
| Charles Mellerio dits Meller      | Joaillier        | Tabernacle, chandeliers du maître-autel, le Christ en croix entouré de Marie et de saint Jean |
| Maison Paccard                    | Fondeur          | Cloches, carillon manuel |
| Jacques et Bilou Plasse-Le-Caisne | Maître-tisserand | Tapisseries des chapelles (disparues) |
| Anne-Marie Roux-Colas             | Sculptrice       | Portail, chapiteaux de la nef et du chœur, bas-reliefs sous les vitraux, statues de la Vierge à l'Enfant, de Sainte-Rita-de-Cascia, de sainte Thérèse (remplacée), de Sainte Odile en marbre (accueil). |
| Raymond Subes                     | Ferronnier d'art | Grilles de l'église |

## Artistes intervenus dans les années 1980[3]
| Nom                        | Métier      | Contribution                                                    |
| -------------------------- | ----------- | --------------------------------------------------------------- |
| Gérard Ambroselli          | Sculpteur   | Fonts baptismaux, statue de Saint Odile guérissant un aveugle.. |
| Luc et Xavier Arsène Henry | Architectes | Aménagement d'un chœur liturgique                               |
| Olivier Julia              | Fondeur     | Reliquaire en cuivre                                            |
| Jean Touret                | Sculpteur   | Parement d'autel en cuivre repoussé peint et Christ en croix    |